# 楚国八百年
《楚国八百年》，2014年播出的中国大陆人文纪录片，由中国中央电视台、湖北广播电视台联合出品，央视纪录频道和湖北卫视联合摄制，张晓敏执导，张宏杰总撰稿。该片分为《初生》、《觉醒》、《受挫》、《称霸》、《歧途》、《劫难》、《变革》、《涅槃》等八集，每集45分钟，从2014年2月24日至3月3日在CCTV-1、CCTV-9、湖北卫视三个频道同步播出。该片首次完整地讲述楚国八百年的历史，以全新的视角解读楚文明，全面梳理楚国的诞生、发展、高峰、衰落和灭亡的轨迹，展现一幅楚国兴衰的历史长卷，让观众清晰看到楚国的历史和楚文化盛衰的背景及成因。

## 分集
| 集数   | 标题 | 首播日期 | 内容简介 | 备注   |
| ------ | ---- | -------- | --- | ------ |
| 第一集 | 初生 | 2月24日  | 三千六百多年前，楚人被商朝军队驱离中原，被迫向南迁徙，此后的几百年楚人一直期待重回中原。商王朝被推翻后，楚人拥有了自己的国家。然而，周昭王率军南下攻楚国，将楚人回归中原的热情彻底浇灭。从此楚国不断积蓄力量，待周王室衰落，楚国开始向外扩张挑战中原王朝。 | [ 3 ]  |
| 第二集 | 觉醒 | 2月25日  | 铜在先秦时代是可以决定国家战略命运的力量，在今湖北大冶附近的铜绿山是当时的产铜地，周王室分封了随国等同姓国来守护铜绿山。楚武王为夺取铜绿山几度伐随并最终病逝征途，楚军在楚武王去世后占领随都，铜绿山被纳入楚国的范围。                                     | [ 4 ]  |
| 第三集 | 受挫 | 2月26日  | 公元前8世纪，中原在南北轮番入侵下进入春秋时期，护卫了中原的齐桓公成为第一个霸主。此时，楚国也开始向北扩张，楚成王想参与中原争霸，却在城濮之战中被晋国大败，最终在受挫后被儿子商臣杀死。                                                                    | [ 5 ]  |
| 第四集 | 称霸 | 2月27日  | 春秋初期，周王室衰落，中原诸国进入了争霸阶段。楚庄王继位后开始涉足中原，领导楚国学习中原礼仪，赦免郑襄公等一系列的仁义行为得到中原各国的尊重。楚国在邲之战中大胜晋国，从此声威大震，一些小国纷纷臣服。                                                     | [ 6 ]  |
| 第五集 | 歧途 | 2月28日  | 楚庄王后，楚国内部党争严重，人才大量流失，原本的小国吴国在楚国宿敌晋国的扶持下成为楚国的心腹大患。弑君篡位的楚灵王却逐渐奢靡起来，修建了豪华宫殿来彰显楚国的繁盛，后来楚灵王因皇族叛乱自缢身亡，楚国开始动乱不断，霸业也渐行渐远。                         | [ 7 ]  |
| 第六集 | 劫难 | 3月1日   | 楚人伍子胥逃亡吴国，为吴国献上疲楚之计，使楚军大败，楚昭王逃离郢都。申包胥跪求秦王出兵援救楚国，使吴国灭楚计划破灭。楚国事后迁都纪南城，并制定休养生息的国策。                                                                                             | [ 8 ]  |
| 第七集 | 变革 | 3月2日   | 公元前383年，魏国名将吴起来到危急中的楚国，在楚悼王支持下，吴起进行变法使楚国国力日益强盛，同时受吴起变法影响，秦国也进行了商鞅变法，两国成为战国时代的最强国。但楚悼王死后，吴起被楚国权贵杀死，吴起变法的成果被推翻，秦国却因沿袭了商鞅新法而开始崛起。  | [ 9 ]  |
| 第八集 | 涅槃 | 3月3日   | 战国晚期，楚怀王继位，屈原展开变法，但因贵族抵制而失败。楚怀王受秦相张仪欺骗断交齐楚的联盟，并前往秦国，却被秦国囚禁，三年后郁郁而终。秦国大举入侵楚国，屈原投江而亡。秦国灭楚后，扫清其他各国，最终统一天下。                                             | [ 10 ] |

## 拍摄制作
该片由中国中央电视台和湖北广播电视台联合出品，经历近两年的策划、摄制和打磨。该片的总撰稿是知名作家、历史学者张宏杰，曾用两三个月时间重新阅读、审视楚史，确定以“中原化”对楚国兴衰的影响为贯穿《楚国八百年》的主要精神线索，并以主要人物和事件作为推动故事叙事的主要线索。楚国历史悠长，全盛时期地域广阔，为了在八集篇幅内对其进行充分的呈现，该片的导演们化繁为简，将楚国历史分为蛰伏萌芽期、图强发展期、春秋争霸期、中衰复兴期、变法争雄期、衰落灭亡期等阶段。每集选取一个时期最为关键的人物，情节也以其为中心进行展开，从而能够以充足的篇幅来还原历史情境，发掘事件背后的历史规律。

## 英文版
《楚国八百年》英文版名为“The Rise and Fall of the State of Chu”，曾在中国中央电视台英语新闻频道和中国中央电视台英文纪录频道播出。

## 反响与评论
中国中央电视台纪录频道总监刘文评价该片是“中国第一部完整、全面、生动地解读楚文化的历史人文纪录片作品”。播出时，该片的网络跟帖评论数量超过《舌尖上的中国》第一季首播同时段的数量。第七集《变革》的末尾提出“如果楚国统一中国”的假设性观点，在网络上引发了激烈辩论。
《新闻传播》刊登的一篇评论文章称该片创作者通过情景再现、人物搬演、CG动画再现、专家访谈复现的巧妙结合，以“再现式”打破了历史题材纪录片缺乏追溯性的局面，“从现实的视角还原和解读了尘封的历史”，使整部纪录片“鲜活生动起来”。